# Мурад Кажлаев
Мурад Магомедович Кажлаев (15 януари 1931 г., Баку, Азербайджанска ССР, ЗСФСР, СССР – 23 декември 2023 г., Махачкала, Дагестан) – съветски и руски композитор, диригент, педагог, общественик. Герой на труда на Руската федерация (2021 г.). Народен артист на СССР (1981), Народен артист на РСФСР (1978), Заслужил артист на РСФСР (1960), Народен артист на Република Дагестан (2016).

## Биография
Роден е на 15 януари 1931 г. в Баку в семейство на лекари, произхождащи от село Кумух в района на Лак. Лакиец по националност. Предшественикът на Мурад Кажлаев идва от лезгинското село Мискинджа, което се преселва в Кумух през XVIII век.
Музикалните способности се проявяват много рано. Учи в средното музикално училище към Бакинската консерватория, клас по пиано, в групата на „деца с перфектен тон“. През 1955 г. завършва Азербайджанската държавна консерватория (сега Азербайджанска държавна музикална академия) по композиция при Б. И. Зейдман. Изгонен е от консерваторията заради страстта си към неакадемичните музикални жанрове, но скоро е възстановен.
През 1955 – 1958 г. преподава в Музикалния колеж „П. И. Чайковски“ в Махачкала, през 1957 – 1958 г. е главен диригент на Симфоничния оркестър на Дагестанското радио, а през 1963 – 1964 г. е художествен ръководител на Дагестанската филхармония.
Съосновател (през 1965 г.) и ръководител на вокално-инструменталния ансамбъл „Гуниб“ (по-късно известен като „Гая“), който се радва на дълги години на популярност.
От 1954 г. – член на Съюза на композиторите на СССР, през 1963 – 1973 г. – председател на управителния съвет на Съюза на композиторите на Дагестанската АССР, от 1968 г. – секретар на управителния съвет на Съюза на композиторите на РСФСР. Член на Съюза на кинематографистите на СССР. Академик на Руската академия на естествените науки.
От 1989 до 2007 г. е художествен ръководител и главен диригент на Естрадно-симфоничния оркестър на Централната телевизия и Всесъюзното радио (сега Академичен голям концертен оркестър на името на Ю. В. Силантиев на Руската държавна музикална телевизия и радио Център за радиоразпръскване).
През 90-те години преподава в Ростовската държавна консерватория на името на Сергей Рахманинов, където често оглавява Държавната изпитна комисия и провежда майсторски класове. От 1995 г. – професор в катедра „Естрадна и джаз музика“.
Списъкът с композиции включва над 350 заглавия, много от които са включени в 25 диска, издадени в Русия, Германия, САЩ и Италия. Като композитор работи много с поета Р. Г. Гамзатов и диригента Д. Далгат.
Първата му работа в киното е филмът „Облаците напускат небето“ (1959 г.) по сценарий на А. Абу-Бакар, за когото младият композитор, по собствено признание, е написал „толкова много музика, че би било достатъчно за три филма“.
Бил е член на журито на международните песенни конкурси „Златният Орфей“ (България), „Сопот“ (Полша), „Братиславска лира“ (Чехословакия), „Червен карамфил“ (Сочи, Русия).
Депутат на Върховния съвет на Дагестанската АССР от 1963 г. През 1993 – 1996 г. – депутат от Държавната дума на Федералното събрание на Руската федерация от 1-во свикване.

## Музикално училище в Махачкала
През 2010 г. основава музикално училище за талантливи деца в Дагестан, а през 2011 г. създава уникален музей, посветен на дагестанската музикална култура.
Живял в Москва, а през последните години в Махачкала.
На 19 ноември 2014 г. в Баку, в Азербайджанската държавна филхармония на името на М. Магомаев, се провежда творческа вечер на М. Кажлаев.
Умира на 23 декември 2023 г. на 93 години.